# Мон Жоли (Квебек)
Мон Жоли (фр. Mont-Joli) је град у Канади у покрајини Квебек. Према резултатима пописа 2011. у граду је живело 6.665 становника.

## Становништво
Према резултатима пописа становништва из 2011. у граду је живело 6.665 становника, што је за 1,5% више у односу на попис из 2006. када је регистровано 6.568 житеља.
| 2006. | 2011. |
| ----- | ----- |
| 6.568 | 6.665 |